# Carpiodes carpio
Carpiodes carpio es una especie de peces de la familia Catostomidae en el orden de los Cypriniformes.

## Morfología
• Los machos pueden llegar alcanzar los 64 cm de longitud total y 4.590 g de peso.

## Alimentación
Los adultos comen detritus orgánico.

## Depredadores
En los Estados Unidos es depredado por Pylodictis olivares .

## Hábitat
Es un pez de agua dulce y de clima subtropical.

## Distribución geográfica
Se encuentran en Norteamérica, incluyendo México.